# Hipoteza Bircha i Swinnertona-Dyera
Hipoteza Bircha i Swinnetora-Dyera dotyczy opisu rozwiązań dla równania zadającego krzywą eliptyczną nad ciałem liczbowym. Została postawiona przez Bryana Johna Bircha i Petera Swinnertora-Dyera w połowie lat 60 na podstawie wyników przeprowadzonych przez nich obliczeń komputerowych.
Współczesne sformułowanie hipotezy mówi, że dla krzywej eliptycznej {\displaystyle E(K)} nad ciałem liczbowym {\displaystyle K} ranga grupy punktów {\displaystyle K}-wymiernych jest równa krotności zera L-funkcji Hassego-Weila {\displaystyle L(E,s)} w punkcie {\displaystyle s=1}. Można zapisać to następująco:
{\displaystyle \mathrm {ord} \ L(E,1)=\mathrm {rank} \ E(K)}
Hipoteza została ogłoszona jednym z siedmiu problemów milenijnych przez Instytut Matematyczny Claya, który wyznaczył milion dolarów nagrody za jej rozwiązanie. Oficjalny opis problemu przedstawił Andrew Wiles.

## Wprowadzenie
W 1922 Louis Mordell udowodnił twierdzenie Mordella: grupa abelowa punktów wymiernych na krzywej eliptycznej jest skończenie generowana. Twierdzenie Mordella zostało później uogólnione przez Weila, tak aby opisywać punkty K-wymierne dla dowolnego ciała liczbowego K i dowolnej rozmaitości abelowej. Mimo, że twierdzenie Mordella-Weila mówi, że ranga grupy jest skończona, to nie zapewnia ono efektywnej metody jej obliczenia. Obliczenie rangi dla krzywej eliptycznej jest trudnym problemem.
L-funkcja Hassego-Weila jest konstruowana za pomocą produktu Eulera dla liczb pierwszych:
{\displaystyle L(E,s)=\prod _{p}L_{p}(E,s)^{-1}}
Gdzie każdy wyraz {\displaystyle L_{p}(E,s)} jest funkcją zależną od zachowania krzywej po zredukowaniu modulo p:
{\displaystyle L_{p}(E,s)={\begin{cases}(1-a_{p}p^{-s}+p^{1-2s}),&{\text{if }}p\nmid N\\(1-a_{p}p^{-s}),&{\text{if }}p\mid N{\text{ and }}p^{2}\nmid N\\1,&{\text{if }}p^{2}\mid N\end{cases}}}
gdzie {\displaystyle N} jest konduktorem krzywej eliptycznej {\displaystyle E}, a współczynniki {\displaystyle a_{p}} zależą od liczby punktów tej krzywej w następujący sposób:
{\displaystyle a_{p}=p+1-N_{p}}
gdzie {\displaystyle N_{p}} oznacza liczbę punktów na krzywej po redukcji.
Iloczyn ten jest zbieżny tylko dla {\displaystyle Re(s)>{\frac {3}{2}}}, dlatego dla innych liczb zespolonych L-funkcja definiowana jest jako przedłużenie analityczne. Helmut Hasse postawił hipotezę, że dla dowolnej krzywej eliptycznej funkcja ta przedłuża się na całą płaszczyznę zespoloną. Istnienie tego przedłużenia zostało udowodnione przez Deuringa dla krzywych eliptycznych z mnożeniem zespolonym. Aktualnie, dzięki twierdzeniu o modularności wiadomo, że istnieje ono dla dowolnych krzywych eliptycznych o współczynnikach wymiernych.

## Historia
We wczesnych latach 60 XX wieku Peter Swinnerton-Dyer używał komputerów na Uniwersytecie w Cambridge, aby obliczyć liczbę punktów na krzywych zredukowanych modulo p, dla których rangi {\displaystyle r} były już znane w tamtym czasie. Na podstawie obliczeń Birch i Swinnerton-Dyer zaproponowali pierwotną hipotezę, że wartości {\displaystyle N_{p}} spełniają asymptotyczną zależność:
{\displaystyle \prod _{p\leq x}{\frac {N_{p}}{p}}\simeq C\log(x)^{r}}
To z kolei doprowadziło do postawienia hipotezy na temat miejsc zerowych L-funkcji Hassego-Weila w {\displaystyle s=1}. Jak na tamte czasy, było to bardzo odważne przypuszczenie, ponieważ jedynymi krzywymi eliptycznymi dla których udowodnione było istnienie przedłużenia analitycznego tej funkcji były krzywe z mnożeniem zespolonym, które służyły także do obliczeń prowadzonych przez Swinnertora-Dyera.
W 1977 Coates i Wiles udowodnili, że jeżeli {\displaystyle E} jest krzywą nad ciałem liczbowym {\displaystyle K} z mnożeniem zespolonym z urojonego ciała kwadratowego {\displaystyle F} o liczbie klas 1, {\displaystyle F=K} oraz {\displaystyle L(E,1)\neq 0} to {\displaystyle E(F)} jest grupą skończoną. Rezultat ten został rok później uogólniony przez Nicole Arthaud na przypadek kiedy {\displaystyle F} jest dowolnym rozszerzeniem abelowym {\displaystyle K}.
W 1986 Gross i Zagier pokazali, że jeżeli {\displaystyle E} jest krzywą modularną, a {\displaystyle L(E,s)} ma zero krotności 1 w {\displaystyle s=1}, to na krzywej istnieje punkt rzędu nieskończonego, więc ma rangę ona co najmniej 1.
W 1989 Koływagin udowodnił, że jeżeli krzywa {\displaystyle E} jest modularna, to {\displaystyle L(E,1)\neq 0} lub zero krotności 1 w {\displaystyle s=1} implikuje, że krzywa ma rangę przewidzianą przez hipotezę BSD. Ponieważ dowolna krzywa z mnożeniem zespolonym jest modulana, to wynik ten znacząco uogólnia rezultat Arthaud.
W 2001 Breuil, Diamond i Conrad udowodnili, że wszystkie krzywe eliptyczne o współczynnikach wymiernych są modularne, więc wynik Koływagina jest prawdziwy dla wszystkich krzywych nad {\displaystyle \mathbb {Q} }. Twierdzenie o modularności gwarantuje też istnienie przedłużenia analitycznego L-funkcji dla tych krzywych.

## Aktualny status
Hipoteza została udowodniona jedynie dla bardzo szczególnych przypadków krzywych eliptycznych. Z wyników przedstawionych w sekcji Historia wynika, że jeżeli {\displaystyle E(K)} jest krzywą modularną, to zero {\displaystyle L(E,s)} krotności 0 lub 1 w {\displaystyle s=1} oznacza właściwą rangę krzywej {\displaystyle E(K)}. W szczególności wszystkie krzywe o współczynnikach nad {\displaystyle \mathbb {Q} } oraz krzywe z mnożeniem zespolonym są krzywymi modularnymi.
Aktualnie nie ma dowodów, w których występowałyby krzywe o randze lub funkcje o krotności zera większej niż 1. Nie ma też dowodów, w których to ranga krzywej implikowałaby właściwą krotność zera. 
Istnienie przedłużenia analitycznego dla L-funkcji krzywej nad dowolnym ciałem liczbowym wciąż jest problemem otwartym.
Liczne rezultaty numeryczne przemawiają za prawdziwością hipotezy.

## Konsekwencje
Prawdziwość hipotezy Bircha i Swinnertora-Dyera pociąga za sobą wiele konsekwencji, niektórymi z nich są:
- Jeżeli {\displaystyle n} jest liczbą bezkwadratową liczbą całkowitą, to n jest powierzchnią trójkąta o bokach wymiernych (liczbą przystającą) wtedy i tylko wtedy gdy liczba rozwiązań całkowitych równania diofantycznego {\displaystyle 2x^{2}+y^{2}+8z^{2}=n} jest dwukrotnością liczby rozwiązań całkowitych {\displaystyle 2x^{2}+y^{2}+32z^{2}=n}. Rezultat ten wynika z twierdzenia Tunnella, które mówi że liczba jest przystająca wtedy i tylko wtedy gdy krzywa eliptyczna {\displaystyle y^{2}=x^{3}-n^{2}x} ma rangę większą lub równą 1[4].
- Dzięki metodom na szacowanie krotności zer funkcji analitycznych, przy dodatkowym założeniu prawdziwości uogólnionej hipotezy Riemanna z hipotezy BSD wynika, że w pewnym sensie średnia ranga krzywych eliptycznych zadanych równaniem {\displaystyle y^{2}=x^{3}+ax+b} jest mniejsza od 2[5].
- Dzięki równaniu funkcyjnemu L-funkcji Hassego-Weila hipoteza BSD pozwala określić parzystość rangi krzywej. Zagadnienie to jest znane jako hipoteza parzystości i samo w sobie pociąga wiele konsekwencji:
  - Dowolna liczba naturalna {\displaystyle n\equiv 5,6,7\ (\mathrm {mod} \ 8)} jest liczbą przystającą.
  - Jeżeli {\displaystyle a\equiv b\ (\mathrm {mod} \ 2)}, to krzywa eliptyczna zadana {\displaystyle y^{2}=x^{3}+ax+b} ma nieskończenie wiele rozwiązań nad {\displaystyle \mathbb {Q} (\zeta _{8})}
  - Dowolna dodatnia liczba wymierna może zostać przedstawiona w postaci: {\displaystyle d=s^{2}(t^{3}-91t-182)} dla {\displaystyle s,t\in \mathbb {Q} }.
  - Dla dowolnej liczby wymiernej krzywa eliptyczna zadana przez równanie: {\displaystyle y^{2}=x(x^{2}-49(1+t^{4})^{2})} ma rangę co najmniej 1.

## Uogólnienia
Istnieje rozszerzenie hipotezy mające uwzględniać wartość pierwszego niezerowego współczynnika w rozwinięciu L-funkcji Hassego Weila w szereg Taylora w punkcie {\displaystyle s=1}. Według hipotezy ma ona wynosić:
{\displaystyle {\frac {L^{(r)}(E,1)}{r!}}={\frac {\#\mathrm {Sha} (E)\Omega _{E}R_{E}\prod _{p|N}c_{p}}{(\#E_{\mathrm {tor} })^{2}}}}
Gdzie:
- {\displaystyle \#\mathrm {Sha} (E)} jest rzędem grupy Tate'a-Szafarewicza dla krzywej {\displaystyle E}
- {\displaystyle \Omega _{E}} jest rzeczywistym okresem {\displaystyle E} pomnożonym przez liczbę jej składowych spójnych
- {\displaystyle R_{E}} jest regulatorem {\displaystyle E} określonym za pomocą wysokości kanonicznych bazy jej punktów wymiernych
- {\displaystyle c_{p}} to liczba Tamagawy dla {\displaystyle E} i liczpy pierwszej {\displaystyle p} dzielącej konduktor {\displaystyle E}.
- {\displaystyle \#E_{\mathrm {tor} }} jest rzędem części torsyjnej dla grupy punktów na {\displaystyle E}.

Aktualnie nie wiadomo nawet, czy rząd grupy Tate'a-Szafarewicza jest skończony dla krzywych innych niż modularne o randze nie większej niż 1.
Istnieje uogólnienie tej wersji hipotezy dla dowolnej rozmaitości abelowej nad {\displaystyle \mathbb {Q} }. Jeżeli {\displaystyle A/\mathbb {Q} } jest taką rozmaitością a {\displaystyle L(A/\mathbb {Q} ,s)} jest jej L-funkcją Hassego-Weila, to według hipotezy:
{\displaystyle \lim _{s\to 1}{\frac {L(A/\mathbb {Q} ,s)}{(s-1)^{r}}}={\frac {\#\mathrm {Sha} (A)\Omega _{A}R_{A}\prod _{p|N}c_{p}}{\#A(\mathbb {Q} )_{\text{tors}}\cdot \#{\hat {A}}(\mathbb {Q} )_{\text{tors}}}}.}
Wszystkie pojęcia są tutaj takie same jak dla krzywej eliptycznej, za wyjątkiem konieczności użycia grupy torsyjnej dla rozmaitości abelowej dualnej do {\displaystyle A} oznaczonej przez {\displaystyle {\hat {A}}}. Dla krzywych eliptycznych nie ma takiej konieczności, ponieważ one same są swoimi rozmaitościami dualnymi.